# Langue internationale
Pour l’article homonyme, voir Langue Internationale (ouvrage publié en 1887 par L. L. Zamenhof sous le pseudonyme « Dr. Esperanto »).
Une langue internationale ou plurinationale est une langue utilisée par des personnes qui parlent différentes langues afin de faciliter la communication,,,. Ces langues sont essentielles dans les domaines clés sur les plans culturel (sciences, médias, religions), économique (finance, commerce international), politique (diplomatie, organisations internationales), etc.
On distingue les grandes langues plurinationales de communication internationale et les langues internationales auxiliaires.
Certaines langues, nationales au départ, sont devenues dominantes dans un Empire et donc langues de communication internationales. Les principaux critères sont leur importance historique, diplomatique, économique et démographique selon le nombre approximatif de locuteurs langue seconde et langue première. Historiquement, les plus importantes et qui ont une grande influence encore aujourd'hui, ont été le latin jusqu'à la Renaissance et la diffusion de l'imprimerie et des langues nationales, le français au XVIIIe et XIXe siècles, puis l'anglais à partir du XXe siècle. Diplomatiquement, les plus importantes aujourd'hui sont les six langues officielles de travail de l'Organisation des Nations unies (ONU), l'anglais, le chinois, le français, l'espagnol, l'arabe, le russe, Il faut y ajouter les autres langues de travail importantes des organisations continentales : le portugais dans l'Organisation des États américains (OEA) et l'Organisation de l'unité africaine (OUA), le swahili dans l'OUA, l'allemand, en tant que langue procédurale de l'Union européenne (UE). De plus, deux langues d'Asie du Sud – l'hindoustani –, et d'Asie du Sud-Est –le malais-indonésien – ont respectivement environ 400 millions et 215 millions de locuteurs langue seconde. Ensemble, ces dix langues ont le plus de locuteurs langue seconde, au total approximativement trois milliards. Certaines langues ont eu un rôle plus important historiquement : le grec ancien, le sanskrit, le persan, l'italien, le turc, etc.
Un modèle théorique du type centre-périphérie aboutit à distinguer, en fonction de divers critères, une langue hyper-centrale, l'anglais, des langues super-centrales (autres langues de travail de l'ONU), des langues centrales et une grande majorité de langues périphériques régionales et locales, dont la moitié sont menacées de disparition d'ici à la fin du siècle selon des études menées sous l'égide de l'ONU et de l'UNESCO.
D'autres langues ont été construites spécifiquement pour la communication internationale, comme langue internationale auxiliaire, avec des propriétés de neutralité ou d'équité, de facilité relative et d'internationalité. La plus importante est l’espéranto.

## Latin

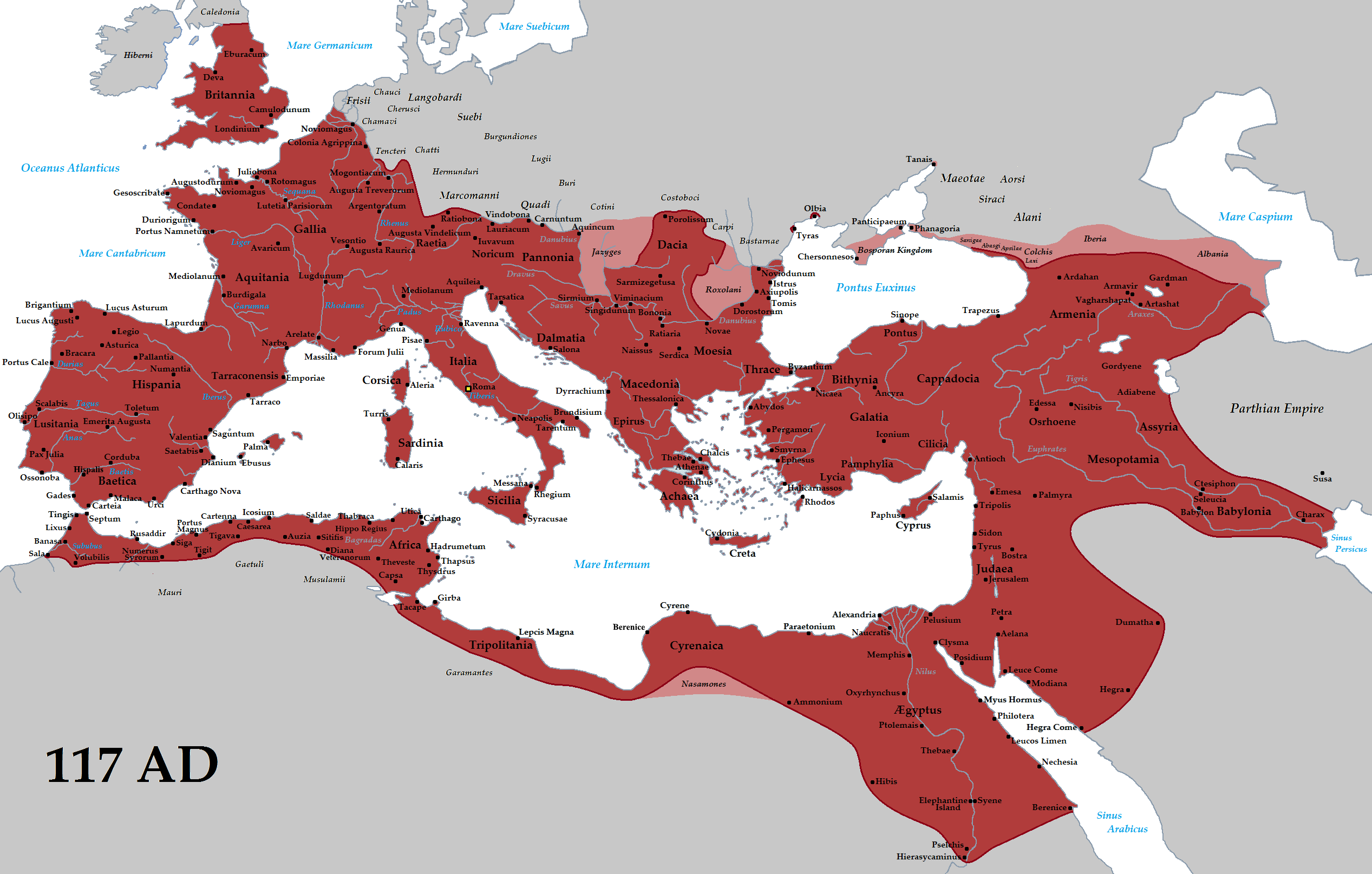
Zone géographique recouverte par l’Empire romain à son expansion maximale

Le latin, le grec, et l'araméen sont parmi probablement les premières langues utilisées pour la communication internationale. D'abord imposé par les conquêtes militaires de l'Empire romain, le latin a affirmé et conservé son statut de langue internationale durant plus d'un millénaire, notamment en Europe, avant d'être peu à peu remplacé par le français.
Le latin reste encore aujourd’hui la langue officielle d’un État : le Vatican. De plus, le fonds de vocabulaire du latin continue de s’enrichir au gré des inventions et nouvelles expressions. Les racines du latin sont très majoritaires dans les langues romanes, mais aussi très importantes dans les langues germaniques et considérablement présentes dans les langues slaves. Les emprunts ont été incessants dans un très grand nombre de langues dans le monde.

## Français

Pays où le français est langue officielle, secondaire ou minoritaire

D'abord imposé en France pour les actes juridiques en 1539 par l'ordonnance de Villers-Cotterêts signée par François Ier, le français s'est imposé comme langue de communication internationale en Europe, puis dans le monde notamment grâce à la puissance démographique, économique et culturelle de la France aux XVIIe et XVIIIe siècles, à son empire colonial jusqu'aux années 1950. Il reste une langue juridique et diplomatique importante. Il est l’une des six langues officielles de l'Organisation des Nations unies et l’une des deux langues de travail de son secrétariat ; il est aussi l’une des trois langues procédurales de l'Union européenne. Le français est parlé par plus de 321 millions de personnes sur les cinq continents, particulièrement en Europe et en Afrique.

## Portugais

Pays où le portugais est langue officielle

Grâce aux conquêtes coloniales du Portugal, le portugais fut la première langue à être parlée sur les cinq continents et est de plus la langue la plus parlée de l'hémisphère sud. Les principaux pays sont le Portugal, le Brésil, l'Angola et le Mozambique. 

## Espagnol

Pays où l’espagnol est langue officielle

Grâce aux conquêtes coloniales de l'Espagne, l'espagnol est largement présent dans le monde, notamment très majoritaire en Amérique latine. Il est l’une des six langues officielles de l'ONU.

## Arabe

Pays où la langue arabe est :
seule langue officielle
langue co-officielle dans un pays à majorité arabophone
langue co-officielle dans un pays à minorité arabophone
langue secondaire

L'arabe est aussi une langue de communication internationale. Il est l’une des six langues officielles de l'ONU. Il est présent surtout en Asie occidentale et en Afrique du Nord. Langue privilégiée de l'Islam, il est aussi appris par une partie des communautés musulmanes en dehors des pays arabophones, essentiellement dans certains pays d'Asie et d'Afrique subsaharienne.

## Anglais

Pays où l’anglais est la langue officielle : bleu foncé la 1re, bleu clair non

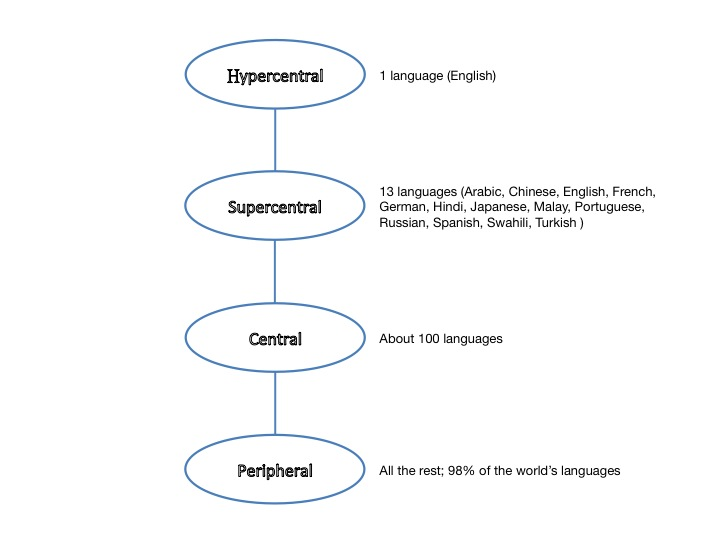
Selon de Swaan (2001) : 1 langue hypercentrale (anglais) ; 13 langues supercentrales (arabe, mandarin, anglais, français, allemand, hindi, japonais, malais, portugais, russe, espagnol, swahili, turc) ; langues centrales (environ 100) ; langues périphériques (toutes les autres, 98 % des langues du monde).

Les conquêtes coloniales de l'Angleterre puis la création du Commonwealth d'une part, et surtout la montée en puissance des États-Unis d'autre part, ont fait de l'anglais la principale langue de communication internationale. Au cours du XXe siècle, la langue anglaise s'est progressivement imposée comme langue de communication internationale dominante, statut qu'elle conserve en ce début de XXIe siècle. Il est l’une des six langues officielles de l'ONU et l’une des deux langues de travail de son secrétariat. C'est la seule langue de travail présente dans les trois organisations continentales (OEA, OUA et ASEAN). Sa position est dominante dans la plupart des secteurs stratégiques : sciences, informatique, médias, finance, commerce international, etc. C'est la langue la plus étudiée en tant que langue seconde.

## Chinois
Le mandarin est aussi une langue de communication internationale, en raison du nombre de locuteurs supérieur à un milliard, du premier rang du PIB chinois dans le monde depuis la fin des années 2010 selon l'évaluation du FMI en parité de pouvoir d'achat, ainsi que des exportations, mais également par son utilisation en Chine, à Taïwan, Hong Kong, Macao, Singapour et auprès de la nombreuse diaspora chinoise à travers le monde. Il est l’une des six langues officielles de l'ONU.

## Russe

Pays où le russe est langue officielle

Il est l’une des six langues officielles de l'ONU et de plusieurs organisations internationales, comme la Communauté des États indépendants et l’Union économique eurasiatique. Il est la langue de communication internationale dans les pays de l’ex-URSS et en Europe orientale. Depuis 1991, il  perd du terrain en dehors de la Russie au profit de l'anglais.

## Allemand

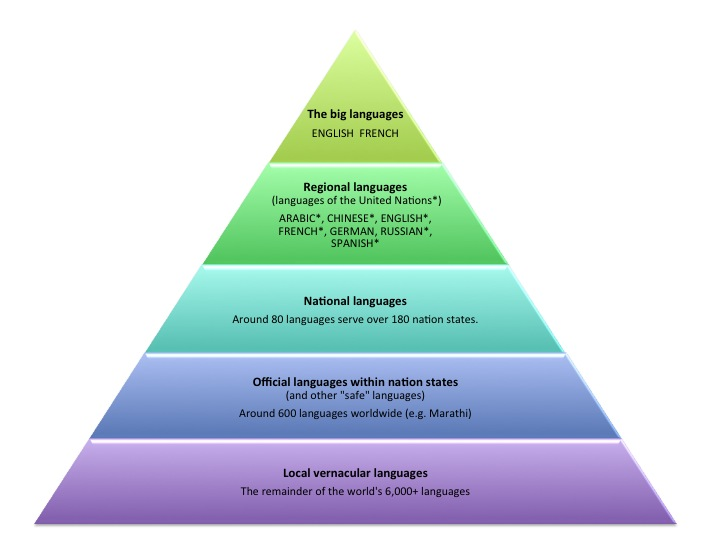
Dans la hiérarchie des langues mondiales (Graddol 1997), l'allemand se classe parmi les langues « régionales » (importance plus forte qu'une langue nationale, mais moindre qu'une langue internationale comme l'anglais).

L'allemand est (co-)officiel dans sept pays (Allemagne, Autriche, Suisse, Liechtenstein, Italie (Tyrol du Sud), Luxembourg et Belgique ; par ailleurs langue nationale en Namibie) et langue de travail et procédurale de l'Union européenne à côté du français et de l'anglais. Il est utilisé comme langue véhiculaire surtout dans des échanges intra-européens, notamment en Europe centrale, où dominaient les empires germanique et austro-hongrois avant 1918.
Du milieu du XIXe siècle à la Seconde Guerre mondiale, l'allemand a été la principale langue utilisée dans la communauté scientifique.

## Autres langues
D'autres langues jouent, à de divers degrés, le rôle de langue de communication internationale, surtout dans un sous-continent : hindoustani en Asie du Sud, malais-indonésien en Asie du Sud-Est.
Le swahili en Afrique orientale a 110 millions de locuteurs langue seconde.

## Espéranto

Pays où existe une association d'espéranto affiliée à l’association mondiale d'espéranto.

Langue construite apparue à la fin du XIXe siècle sous le nom de Lingvo Internacia (« langue internationale »), l'espéranto a été conçu afin de rendre la communication internationale plus facile et plus équitable : chacun utilise une langue qui n’est pas la langue maternelle de l’autre et ainsi ne s’instaure pas de hiérarchie entre deux interlocuteurs. Sa facilité est due notamment à un relativement petit nombre de radicaux connus à environ 80 % des locuteurs des langues les plus internationalisées, celles d'Europe occidentale et à plus de 50 % du russe. Le système d'affixes n'ayant qu'un seul sens et l'invariabilité des radicaux rendent possible à la fois un grand nombre de mots et une très grande économie de radicaux. Phonétique et grammaire sont régulières et claires. Ses locuteurs, estimés à quelques millions, se répartissent sur plus de 120 pays à travers le monde, formant l’« Espérantie ». Il demeure une langue choisie et quasiment non apprise à l'école. Le patrimoine littéraire espérantophone est le plus riche et divers parmi les littératures en langues construites : plus de 25 000 livres en espéranto ainsi que plus de cent revues qui paraissent régulièrement. En comparaison, l’intégralité de la littérature d’Islande, pays créé au ixe siècle et d’environ 330 000 habitants, est formée par moins de 50 000 livres.